# Sędziszów Małopolski (stacja kolejowa)
Sędziszów Małopolski – stacja kolejowa w Sędziszowie Małopolskim, w województwie podkarpackim, w Polsce. Według klasyfikacji PKP ma kategorię dworca lokalnego.

## Ruch pasażerski
| Rok  | Wymiana pasażerska na dobę |
| ---- | -------------------------- |
| 2017 | 150-199                    |
| 2022 | 500-699                    |

4 lutego 2019 PKP podpisały z przedsiębiorstwem Samson umowę na budowę nowego dworca wraz z infrastrukturą towarzyszącą. Budynek oficjalnie otwarto 2 lipca 2020.